# King (T.I.-Album)
King ist das vierte Studioalbum des US-amerikanischen Rappers T.I. Es erschien im März 2006 und avancierte zum Nummer-eins-Album und Millionenseller in den Vereinigten Staaten.

## Entstehung und Veröffentlichung
Das Werk wird den Hip-Hop-Subgenres Southern Rap und Gangsta-Rap zugerechnet. Die Erstveröffentlichung von King erfolgte am 27. März 2006 bei den Musiklabels Atlantic Records und Grand Hustle Records. Das Album erschien in seiner Originalausführung als Download mit 17 Titeln. Einen Tag später erschien es als Standard-CD-Ausführung mit 18 Titeln (Katalognummer: 83800-2) sowie als Deluxeversion zum Download mit 19 Titeln. In Japan erschien am 12. April 2006 eine CD-Ausführung mit 19 Titeln (Katalognummer: WPCR-12279), allerdings unterscheidet sich sie Titelauswahl leicht von der digitalen Deluxeversion.
Geschrieben und produziert wurden alle Lieder durch verschiedene, wechselnde Autoren und Produzenten, darunter namhafte wie Kasseem Dean (Swizz Beatz), Mannie Fresh, Justin Smith (Just Blaze) oder auch das Duo The Neptunes (Chad Hugo und Pharrell Williams). T.I. selbst war am Schreibprozess aller Lieder beteiligt. Auf dem Album befinden sich Gastbeiträge von Jamie Foxx, Young Dro, Young Buck, Pharrell Williams, Common und diversen anderen Künstlern.

## Titelliste
1. King Back – 4:12
2. Front Back (feat. UGK) – 3:42
3. What You Know – 4:34
4. I’m Talkin' to You – 5:40
5. Live in the Sky (feat. Jamie Foxx) – 5:46
6. Ride wit me – 4:04
7. The Breakup (Skit) – 1:56
8. Why you Wanna – 3:37
9. Get It – 3:40
10. Top Back – 4:42
11. I’m Straigt (feat. B.G. und Young Jeezy) – 6:35
12. Undertaker (feat. Young Buck & Young Dro) – 4:13
13. Stand Up Guy – 3:16
14. You Know Who – 2:54
15. Goodlife (feat. Pharrell Williams & Common) – 4:28
16. Hello (feat. Governor) – 3:34
17. Told You So – 4:22
18. Bankhead (feat. P$C & Young Dro) – 4:26

## Preise und Nominierungen
Bei den Billboard Music Awards für 2006 wurde das Album als bestes Rap-Album des Jahres ausgezeichnet. Außerdem wurde King für den Grammy Award for Best Rap Album nominiert, unterlag jedoch Release Therapy von Ludacris. Das Stück What You Know gewann allerdings den Grammy Award for Best Rap Solo Performance.

## Kommerzieller Erfolg

### Chartplatzierungen
King avancierte zum Nummer-eins-Album in den US-amerikanischen Billboard 200 und belegte im Jahr 2006 Rang 21 der US-amerikanischen Album-Jahrescharts.
| ChartsChartplatzierungen       | Höchstplatzierung | Wochen |
| ------------------------------ | ----------------- | ------ |
| Deutschland (GfK)              | 86 (1 Wo.)        | 1      |
| Schweiz (IFPI)                 | 99 (1 Wo.)        | 1      |
| Vereinigte Staaten (Billboard) | 1 (47 Wo.)        | 47     |
| Vereinigtes Königreich (OCC)   | 83 (3 Wo.)        | 3      |

| ChartsJahrescharts (2006)      | Platzierung |
| ------------------------------ | ----------- |
| Vereinigte Staaten (Billboard) | 21          |

### Auszeichnungen für Musikverkäufe
In der ersten Woche verkaufte sich das Album allein in den Vereinigten Staaten mehr als 500.000 mal und stieg damit auf dem ersten Platz der Billboard 200 ein. Nach etwa einem Monat erreichte es Platin-Status.
| Land/Region                  | Auszeichnungen für Musikverkäufe (Land/Region, Auszeichnung, Verkäufe) | Verkäufe  |
| ---------------------------- | ---------------------------------------------------------------------- | --------- |
| Kanada (MC)                  | Gold                                                                   | 50.000    |
| Vereinigte Staaten (RIAA)    | 2× Platin                                                              | 2.000.000 |
| Vereinigtes Königreich (BPI) | Silber                                                                 | 60.000    |
| Insgesamt                    | 1× Silber · 1× Gold · 2× Platin ·                                      | 2.050.000 |